# Lambda Andromedae
Lambda Andromedae (Lambda And, λ Andromedae, λ And), som är stjärnans Bayerbeteckning, är en dubbelstjärna av i nordvästra delen av stjärnbilden Andromeda. Den har en genomsnittlig skenbar magnitud på ca 3,8. och är synlig för blotta ögat där ljusföroreningar ej förekommer. Baserat på parallaxmätningar på 19,9 mas under Hipparcosuppdraget befinner den sig på ett avstånd av ca 86 ljusår (ca 26 parsek) från solen.

## Egenskaper
Primärstjärnan Lambda Andromedae A är en gul till vit jättestjärna av spektralklass av G6 IVk vilket tyder på att den är en utvecklad stjärna som är på väg mellan underjättefasen och jättefasen. Stjärnan har en beräknad massa som är ungefär lika stor  som solens massa, en radie som är ca 7gånger större än solens och utsänder från dess fotosfär ca 23gånger mera energi än solen vid en effektiv temperatur av ca 4 800 K.
Lambda Andromedae är en enkelsidig spektroskopisk dubbelstjärna med en omloppsperiod på 20,5212 dygn. Den är en RS Canum Venaticorum-variabel och varierar mellan magnitud +3,65 och 4,05 med en period av 54,2 dygn. Sådan variabilitet har bedömts kunna ske på grund av tidvattenfriktion, vilket resulterar i kromosfärisk aktivitet. Stjärnornas omlopp är emellertid nästan cirkulärt, varför orsaken till variationen i detta fall fortfarande är osäker. Röntgenstrålning från konstellationen, som uppmätts med ROSAT-satelliten, är 2,95 × 1030 erg/s.